# Tillandsia globosa
Tillandsia globosa là một loài thuộc chi Tillandsia. Đây là loài bản địa của Brasil và Venezuela.

## Hình ảnh

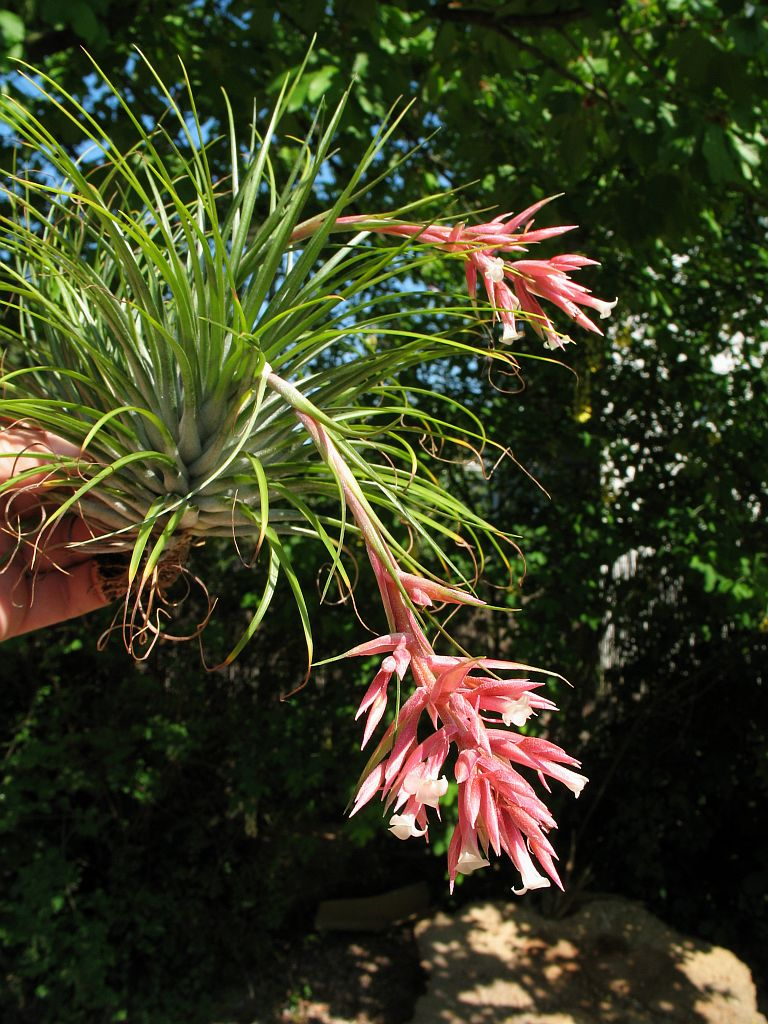
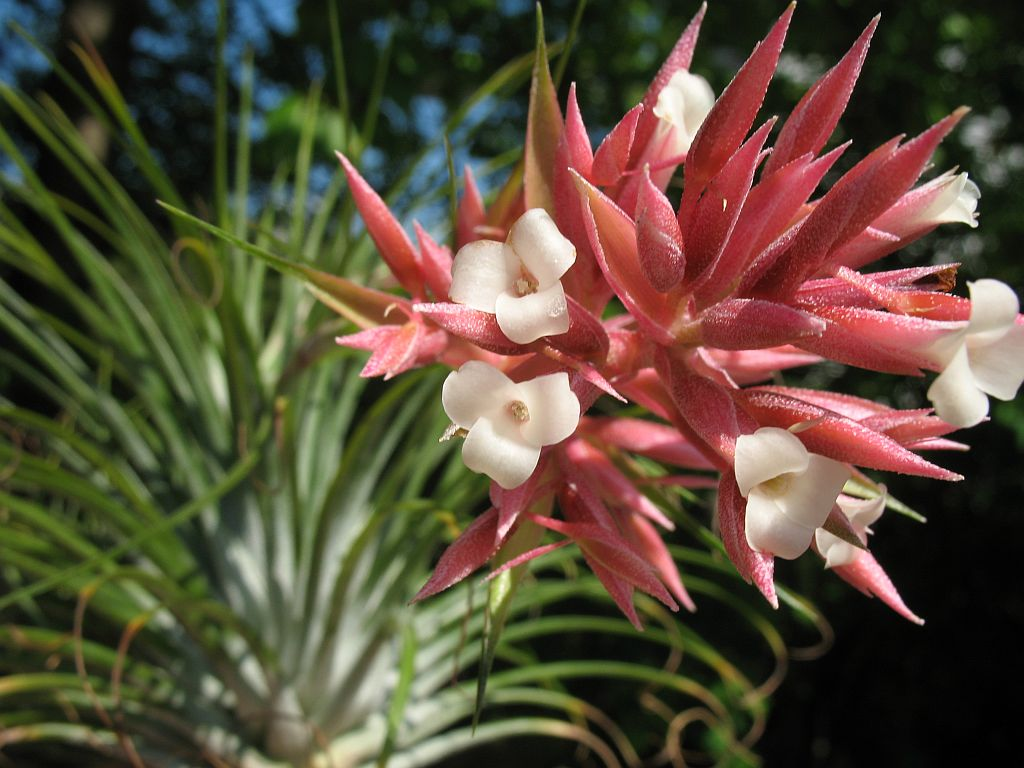